# هاورانیکی
هاورانیکی (به چکی: Havraníky) یک منطقهٔ مسکونی در جمهوری چک است که در ناحیه زنویمو واقع شده‌است. هاورانیکی ۹٫۲ کیلومتر مربع مساحت و ۳۵۳ نفر جمعیت دارد.